# Municipio de Monroe (condado de Madison, Indiana)
El municipio de Monroe (en inglés, Monroe Township) es un municipio del condado de Madison, Indiana, Estados Unidos. Tiene una población estimada, a mediados de 2021, de 8760 habitantes.

## Geografía
Está ubicado en las coordenadas 40°16′0″N 85°39′30″O / 40.26667, -85.65833. Según la Oficina del Censo de los Estados Unidos, tiene una superficie total de 132.73 km², de la cual 132.67 km² corresponden a tierra firme y 0.06 km² son agua.

## Demografía
Según el censo de 2020, en ese momento había 8777 personas residiendo en la zona. La densidad de población era de 66.2 hab./km². El 93.71% de los habitantes eran blancos, el 0.60% eran afroamericanos, el 0.03% eran amerindios, el 0.17% eran asiáticos, el 0.01% eran isleños del Pacífico, el 0.82% eran de otras razas y el 4.66% eran de una mezcla de razas. Del total de la población, el 2.51% eran hispanos o latinos de cualquier raza.